# Guichard II. Dauphin
Guichard (II.) Dauphin (* wohl 1365/71; X 25. Oktober 1415 in der Schlacht von Azincourt) war ein französischer Adliger, Militär und als Souverain Maître d’Hôtel du Roi einer der wichtigsten Großoffiziere der Krone.
Er war als Erbe seines Vaters Seigneur de Jaligny, de Treteaux (im heutigen Département Allier) et de La Ferté-Chauderon (im heutigen Département Nièvre), sowie im Jahr 1403, in dem sein Vater starb, Seigneur de Domes et de Condé.

## Leben
Guichard (II.) Dauphin war der Sohn von Guichard (I.) Dauphin, Seigneur de Jaligny, de Tretaux et de la Ferté-Chaudéron, Großmeister der Armbrustschützen, und Isabeau de Sancerre, die um 1356 heirateten, somit ein Neffe von Louis de Sancerre († 1402), der 1368 Marschall von Frankreich und 1397 Connétable von Frankreich wurde, und durch den er Zugang zum engsten Führungskreis des Königreichs bekam.
Er ist 1389 erstmals bezeugt, wird aber etwa 1365/71 geboren sein. 1405 war er Kanoniker in Nevers. Wie sein Vater zeigte auch Guichard (II.) Dauphin zunächst eine große Verbundenheit mit Herzog Louis II. de Bourbon. Dank dessen Intervention wurde er in den Haushalt Karls VI. aufgenommen – 1408 ist er dort als Berater und Kammerherr belegt – und wurde dann mehrfach mit diplomatischen Missionen betraut. Im Jahr 1409 nahm er an der Gesandtschaft teil, die die Beziehungen zu England wiederherstellen sollte.
Am Hof kam er mit Johann Ohnefurcht, der Herzog von Burgund, in Kontakt: er wurde mit Guillaume de Tignonville und Guillaume de Boisratier zum Herzog geschickt, um im Namen des Königs zu schlichten. Der Herzog nahm ihn in seine Dienste, am 23. September 1408 kämpfte er bereits auf Seiten Burgunds in der Schlacht von Othée gegen Lüttich. Am 17. Oktober 1409, dem Tag nach der Hinrichtung Jean de Montaigus, wandte sich Johann Ohnefurcht an ihn, und erreichte dann, dass er am 30. Oktober 1409 zum Souverain Maître d’Hôtel du Roi ernannt wurde, was ihn endgültig an den Burgunder band.
Im Jahr 1410 gehörte er der Kommission an, die mit der Reform der königlichen Verwaltung beauftragt wurde. Im Jahr 1412 wurde er nach Orléans geschickt, um gegen die Truppen der Armagnaken zu kämpfen, und zu seinen Taten gehörte die Unterwerfung der Stadt Jargeau. Zu seiner Belohnung gehörte 1413 seine Ernennung zum Gouverneur und Kapitän der strategisch wichtigen Festung Montreuil. Seine Treue zur burgundischen Partei wurde ihm jedoch zum Verhängnis, als die politischen Ereignisse gegen Johann Ohnefurcht liefen – er verlor das Amt des Maître d'Hôtel du Roi am 15. November 1413, einige Monate nach dem Abzug der Burgunder aus Paris.
In der Folgezeit gelang es ihm nicht, wieder eine führende Position in der Regierung oder im königlichen Haushalt zu erlangen. Im Jahr 1414 leitete er noch eine Gesandtschaft bei Johann Ohnefurcht, und vermutlich Anfang 1415 wurde er als Nachfolger von Jean I. d’Angennes (der erst ein Jahr zuvor ernannt worden war), zum Gouverneur der Dauphiné ernannt, wobei davon auszugehen ist, dass er dieses Amt nicht persönlich ausübte, da er sich vor Ort von Artus de Langon und Jean de La Bis vertreten ließ. Er fiel am 25. Oktober 1415 in der Schlacht von Azincourt, für die er neben Jean I. de Bourbon und Jean II. Le Maingre (die beide die Schlacht überlebten und in englischer Gefangenschaft starben) das Kommando der vordersten Front, die nach dem Angriff der Reiterei kämpfen sollte, erhalten hatte.
Sein Amt als Gouverneur der Dauphiné blieb bis zum 7. Februar 1416 vakant, an diesem Tag wurde Henri II. de Sassenage sein Nachfolger ernannt.
Guichard (II.) Dauphin heiratete Anne de Culant († nach 1415), Tochter von Eudes, Seigneur de Culant-en-Berry, und Marguerite de Joinville, Witwe von Philippe de La Trémoille, Seigneur de Fontmorand. Die Ehe blieb ohne Nachkommen.

## Die Bibliothek Guichard Dauphins
Am 6. Juni 1413 – wenige Tage vor seiner Abreise nach Montreuil, wo ihn sein Amt als Gouverneur erwartete – verfasste Guichard Dauphin eigenhändig ein Inventar der Bücher in seiner Bibliothek., die sich auf Burg Jaligny befand. Diese Bibliothek bestand aus zwei klar unterscheidbaren Einheiten: zum einen aus 42 Büchern, die sich ursprünglich auf Burg Bommiers befanden und nach Jaligny gebracht wurden, die zweite aus 41 Büchern, die den ursprünglichen Bestand auf Burg Jaligny bildeten – und dürfte damit die doppelte Anzahl einer durchschnittlichen Bibliothek dieser Zeit haben (abgesehen von denen des Königs und der Herzöge von Berry und Burgund) – die Connétables Olivier de Clisson und Charles I. d’Albret besaßen in dieser Zeit etwa ein Dutzend Bände.
Die Burg Bommiers hatte Guichards Onkel, dem Connétable Louis de Sancerre, gehört, der am 6. Februar 1402 ohne legitime Erben gestorben war und die Burg an Guichard Dauphin weitergegeben hatte. Im Jahr darauf starb sein Vater und Guichard Dauphin war nun auch Eigentümer der Burg Jaligny – und damit beider Bibliotheken. Die Zusammenlegung beider Bestände fand zwischen November 1410 und Juni 1413 statt.
Allein drei Themen machen mehr als 70 Prozent der Werke in der Bibliothek aus: liturgische Bücher, die Bibel und die Evangelien (18), moralische und religiöse Literatur (18), sowie Bücher der mittelalterlichen Literatur (19).
Wenn auch die meisten Bücher dieser Bibliothek von den Vorbesitzern erworben sein dürften und Guichard Dauphin sie folglich nur übernommen hat, so befinden sich in der Bibliothek doch zwölf Werke, die nach 1385 geschrieben wurden, sechs davon nach 1400 – und es ist so gut wie sicher, dass er diese Werke direkt von den Kopisten in der Hauptstadt erwarb. Dazu ist seine Vorliebe für die Schriften Christine de Pizans auffällig, von der vier oder sogar fünf Werke in Jaligny belegt sind: sie sind die jüngsten Büchern in dieser Bibliothek.